# IC 2145
IC 2145 — галактика типу EN (емісійна туманність) у сузір'ї Золота Риба.
Цей об'єкт міститься в оригінальній редакції індексного каталогу.